# Robert Young (lekkoatleta)
Robert Clark „Bob” Young (ur. 15 stycznia 1916 w Bakersfield w Kalifornii, zm. 3 lutego 2011 tamże) – amerykański lekkoatleta, wicemistrz olimpijski z 1936.
Specjalizował się w biegu na 400 metrów. Na igrzyskach olimpijskich w 1936 w Berlinie startował w sztafecie 4 × 400 m i zdobył srebrny medal (sztafeta USA biegła w składzie: Harold Cagle, Young, Edward O’Brien i Alfred Fitch).
15 sierpnia 1936 podczas meczu lekkoatletycznego pomiędzy reprezentacją imperium brytyjskiego a Stanami Zjednoczonymi Young biegł na drugiej zmianie amerykańskiej sztafety 4 × 880 jardów, która ustanowiła rekord świata w tej konkurencji – 7:35,8.
W 1937 był wicemistrzem USA (AAU) w biegu na 440 jardów.
W czasie II wojny światowej służył w United States Navy.
Ukończył studia na University of California, Los Angeles. Pracował jako księgowy, a potem prowadził uprawę winorośli.